# Ibicella
Ibicella es un género  de plantas con flores de la familia Martyniaceae. Comprende 6 especies descritas y de estas, solo 3 aceptadas.

## Taxonomía
El género fue descrito por Glen Parker Van Eseltine y publicado en Technical Bulletin, New York (State) Agricultural Experiment Station. Geneva, NY 149: 31. 1929. La especie tipo es: Ibicella lutea (Lindl.) Van Eselt. 

## Especies aceptadas
A continuación se brinda un listado de las especies del género Ibicella aceptadas hasta julio de 2015, ordenadas alfabéticamente. Para cada una se indica el nombre binomial seguido del autor, abreviado según las convenciones y usos. 
- Ibicella lutea (Lindl.) Van Eselt.
- Ibicella nelsoniana (Barb. Rodr.) Van Eselt.
- Ibicella parodii Abbiatti